# 有馬広春
有馬 広春（ありま ひろはる、明和4年（1767年） - 享和元年5月22日（1801年7月2日））は、江戸時代の高家旗本。有馬広之の三男。生母は牧野氏。通称は修理、勘解由。官位は従五位下侍従・兵部大輔。
天明元年（1781年）閏5月15日、将軍徳川家治に御目見する。表高家に列する。天明4年（1784年）7月12日に高家見習に召し出されて、同年12月16日に従五位下侍従・修理大夫に叙任する。後に兵部大輔に改める。同年12月23日、高家職に就く。寛政2年（1790年）5月4日、父広之の死去により家督を相続する。享和元年（1801年）5月22日死去、35歳。
正妻は小笠原信房の娘。養子広寿（松平直泰の十一男）らの子女あり。